# Spotland Stadium
Spotland Stadium (lub prościej Spotland) – stadion piłkarski, położony w Rochdale (Anglia). Na co dzień występują tu drużyny Rochdale A.F.C. oraz Rochdale Hornets. Stadion został zbudowany w 1920 roku i otwarty w tym samym roku. Może pomieścić 10 249 osób.